# Dorcadion mediterraneum
Dorcadion mediterraneum là một loài bọ cánh cứng trong họ Cerambycidae.